# Plantaginales
Ordre
Classification APG II (2003)
Classification APG III (2009)
Classification APG IV (2016)
L'ordre des Plantaginales regroupe des plantes dicotylédones.
En classification classique de Cronquist (1981) il ne comprend qu'une famille :
- Plantaginaceae (famille du plantain).

Pour la classification phylogénétique APG II (2003), la classification phylogénétique APG III (2009) et la classification phylogénétique APG IV (2016) cet ordre n'existe pas : la famille des Plantaginaceae est placée dans l'ordre des Lamiales.